# Bridgeman Art Library
Bridgeman Art Library, con sede en Londres, París, Nueva York y Berlín, proporciona uno de los mayores archivos de reproducciones de obras de arte del mundo. Fundada en 1972 por Harriet Bridgeman, la Biblioteca de Arte Bridgeman coopera con muchas galerías de arte y museos para recopilar imágenes y material de archivo para la concesión de licencias.

## La biblioteca actualmente
La Biblioteca de Arte Bridgeman es una empresa que representa a museos, colecciones de arte y artistas de todo el mundo al proporcionar una fuente central de bellas artes y fotografía para los usuarios de imágenes.
El objetivo de la empresa es hacer que estas imágenes sean accesibles para los usuarios de forma comercial; cada uno ha sido catalogado con datos de imagen completos y con palabras clave para simplificar el proceso de búsqueda. También se proporciona un servicio completo de investigación mediante el cual investigadores expertos pueden seleccionar imágenes según los requisitos del cliente. Además de bellas artes, la colección incluye diseños, antigüedades, mapas, arquitectura, muebles, arte en vidrio, cerámica, artefactos antropológicos y muchos otros medios.
Bridgeman también proporciona a los clientes licencias de reproducción y ofrece consejos sobre cómo borrar los derechos de autor del artista, si se necesita un permiso adicional. Los titulares de derechos de autor reciben una remuneración en forma de la mitad de la tarifa de reproducción pagada por el cliente. Además de proporcionar imágenes a los consumidores, Bridgeman trabaja con los titulares de los derechos de autor para crear reproducciones de alta calidad de las obras de los artistas utilizando la última tecnología de imágenes. Estas reproducciones se pueden pedir a través de varios sitios web y aplicaciones como Art Authority . Cada semana se agregan más de 500 imágenes nuevas al archivo de Bridgeman. Los museos representados en el archivo incluyen el Museo Británico ; la Biblioteca Británica ; las Galerías Nacionales de Escocia, Suecia y Sudáfrica; la Kunsthalle de Hamburgo ; y la Fundación Barnes.

## Litigio
La compañía estuvo involucrada en el caso Bridgeman Art Library contra Corel Corporation, en el que el Tribunal de Distrito de los Estados Unidos para el Distrito Sur de Nueva York dictaminó que las copias fotográficas exactas de obras bidimensionales en el dominio público no pueden tener derechos de autor, incluso si hacer la imagen requiere un esfuerzo considerable, porque las obras resultantes carecen originalidad.